# Иттенайм
Иттенайм (фр. Ittenheim) — коммуна на северо-востоке Франции в регионе Гранд-Эст (бывший Эльзас — Шампань — Арденны — Лотарингия), департамент Нижний Рейн, округ Саверн, кантон Буксвиллер. До марта 2015 года коммуна административно входила в состав упразднённого кантона Мюндольсайм (округ Страсбур-Кампань).
Площадь коммуны — 6,71 км², население — 2171 человек (2006) с тенденцией к стабилизации: 2161 человек (2013), плотность населения — 322,1 чел/км².

## Население
Население коммуны в 2011 году составляло 2176 человек, в 2012 году — 2170 человек, а в 2013-м — 2161 человек.
| 1962 | 1968 | 1975 | 1982 | 1990 | 1999 | 2006 | 2008 | 2011 | 2012 | 2013 |
| ---- | ---- | ---- | ---- | ---- | ---- | ---- | ---- | ---- | ---- | ---- |
| 863  | 911  | 1060 | 1230 | 1594 | 1904 | 2171 | 2108 | 2176 | 2170 | 2161 |

Динамика населения:

## Экономика
В 2010 году из 1452 человек трудоспособного возраста (от 15 до 64 лет) 1079 были экономически активными, 373 — неактивными (показатель активности 74,3 %, в 1999 году — 77,0 %). Из 1079 активных трудоспособных жителей работали 1012 человек (517 мужчин и 495 женщин), 67 числились безработными (33 мужчины и 34 женщины). Среди 373 трудоспособных неактивных граждан 138 были учениками либо студентами, 156 — пенсионерами, а ещё 79 — были неактивны в силу других причин.

## Достопримечательности (фотогалерея)

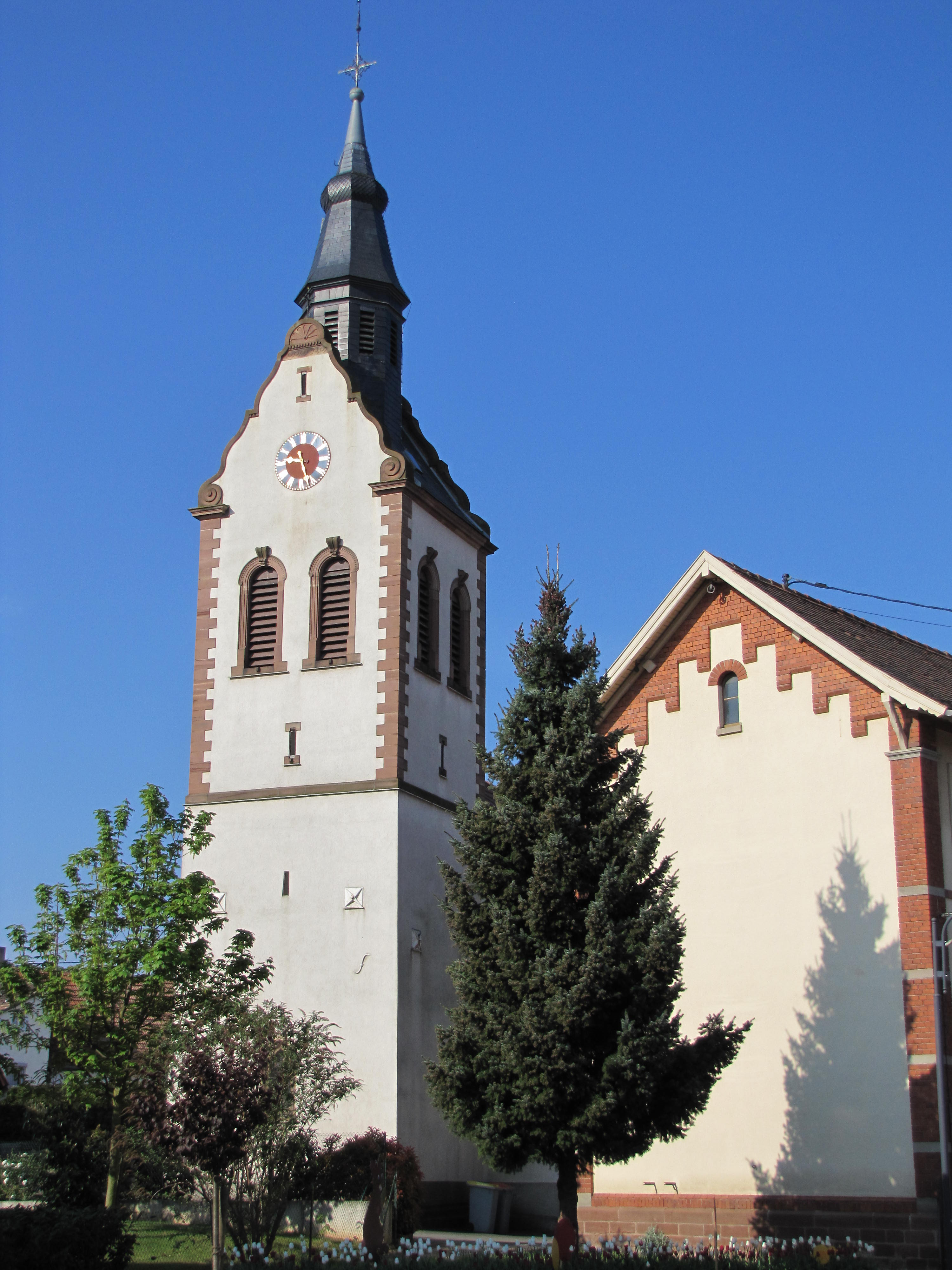
Протестантская церковь
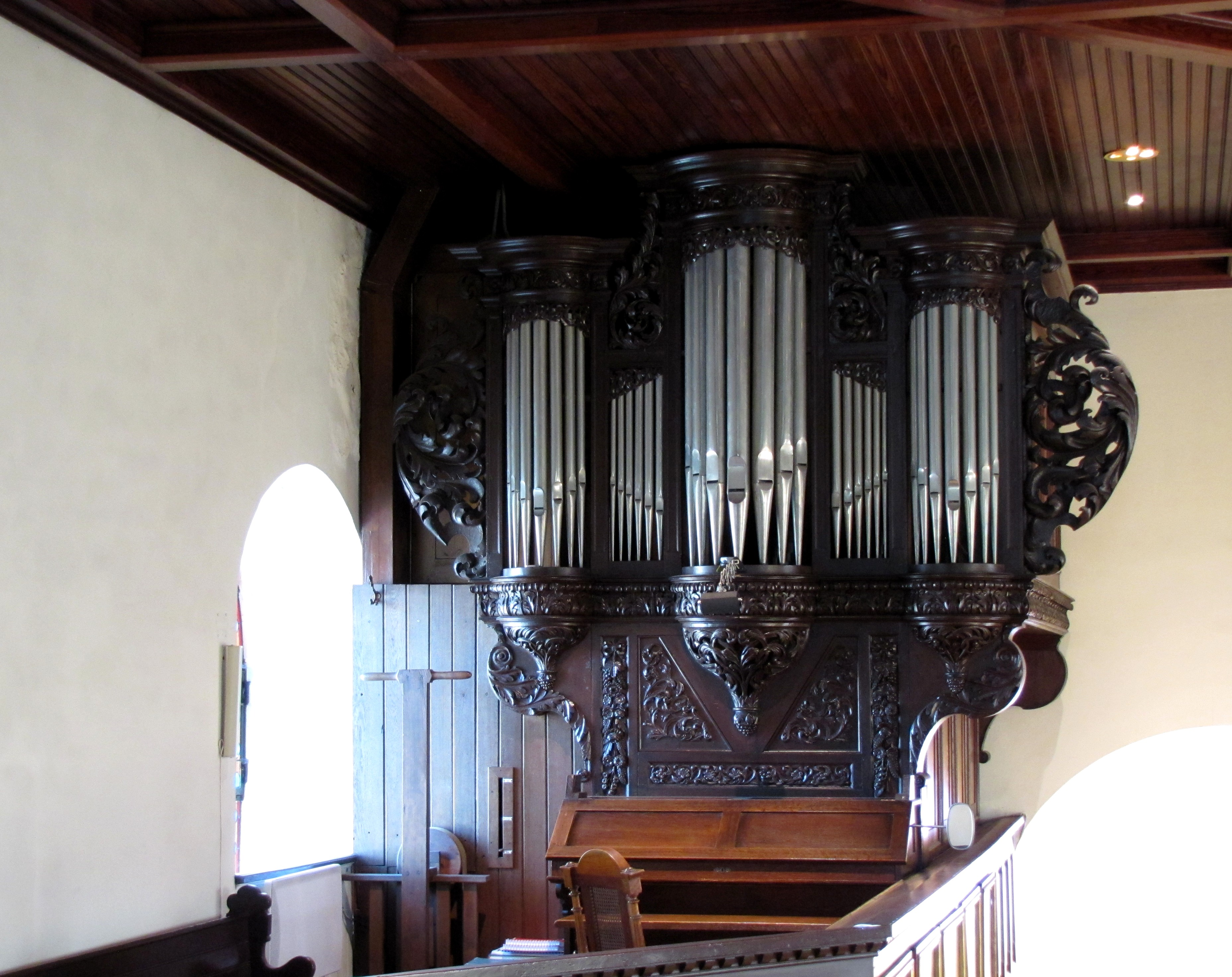
Орган
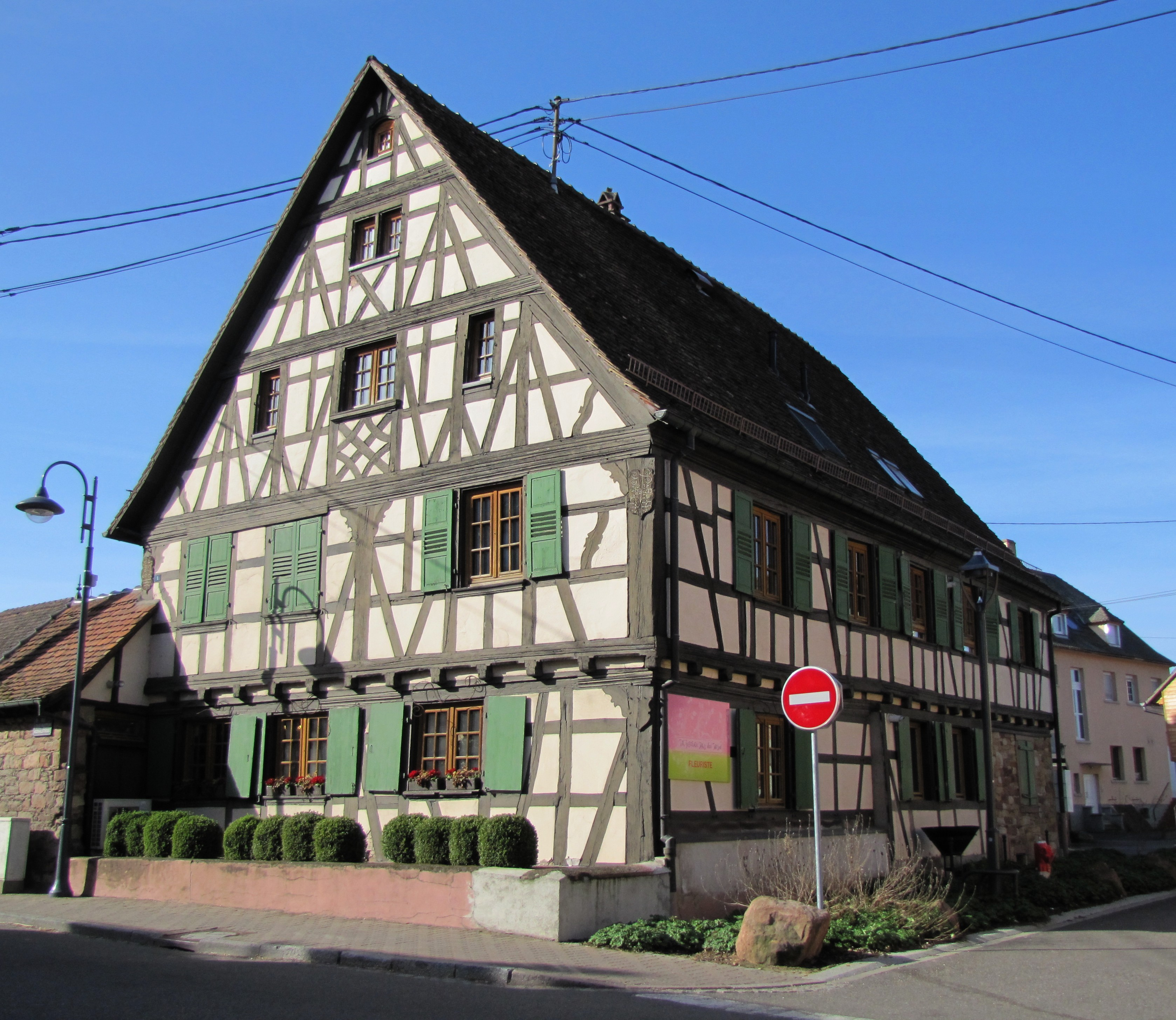
Старая гостиница на улице Луи Пастера
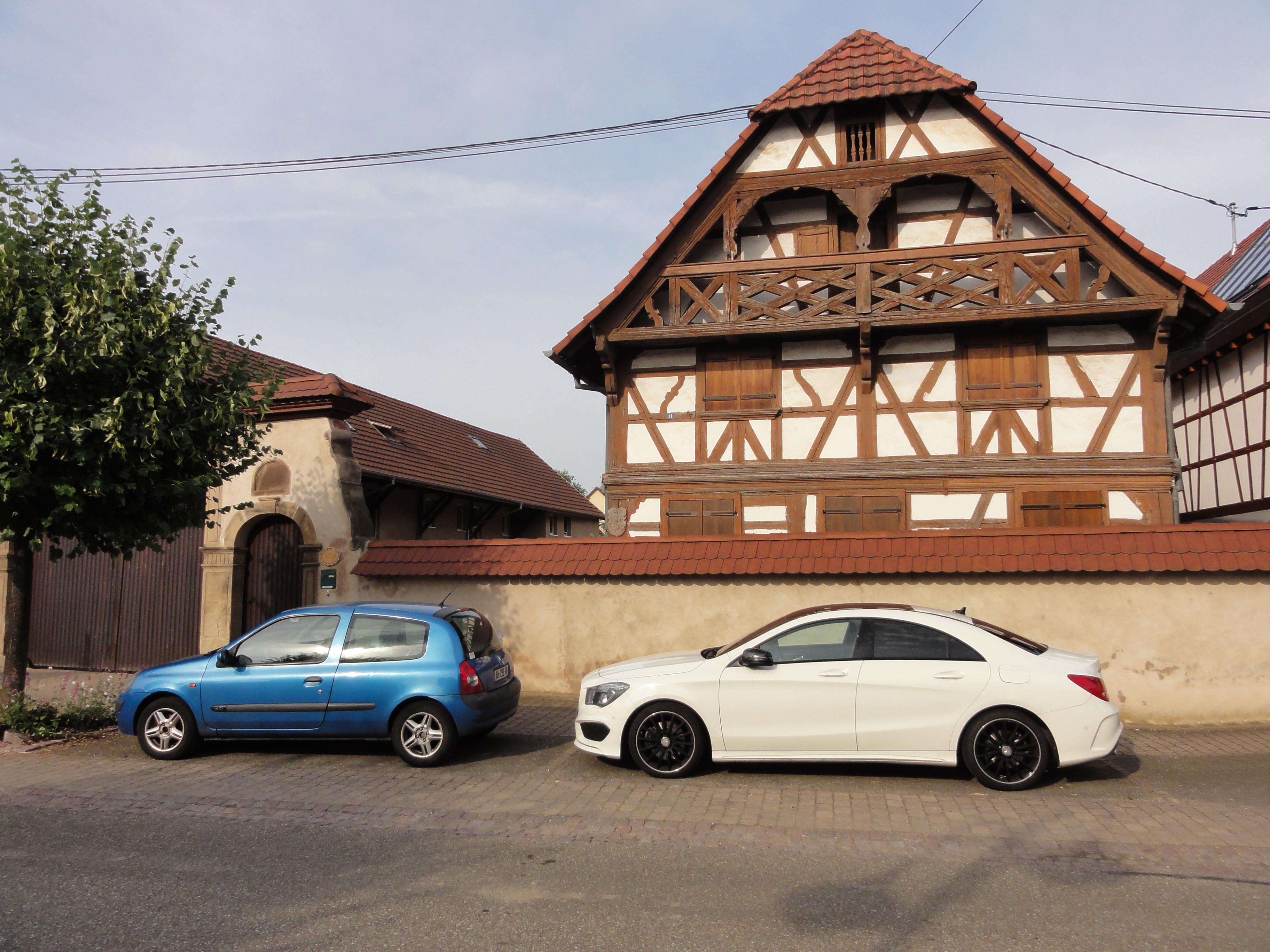
Фахверковый дом